# Cytheralison amiesi
Cytheralison amiesi is een mosselkreeftjessoort uit de familie van de Cytheralisonidae. De wetenschappelijke naam van de soort is voor het eerst geldig gepubliceerd in 1953 door Hornibrook.